# Новая внешность Бритни
«Новая внешность Бритни» (англ. Britney’s New Look) — эпизод 1202 (№ 169) сериала «Южный Парк», премьера которого состоялась 19 марта 2008 года.

## Сюжет
В гостинице Южного Парка решила остановиться известная американская поп-дива Бритни Спирс. За её фотографии платят большие деньги, поэтому толпы папарацци постоянно преследуют её с фотокамерами. Стэн, Кайл, Эрик и Баттерс решили попытаться сделать фотографию с известной личностью: Баттерс наряжается белкой. Мальчики проникают к ней в номер под видом её детей, что доводит Бритни до попытки самоубийства: она решает застрелиться, но безуспешно. Последней каплей в чаше терпения Бритни оказываются мальчики из Южного Парка, поэтому Кайл и Стэн считают себя обязанными помочь певице, выжившей после попытки самоубийства. Хоть певица и лишилась половины головы, никто не придаёт этому особого значения, кроме мальчиков, которые решают увезти Бритни подальше от людей. Но их ловят, и оказывается, что все эти преследования — часть обряда жертвоприношения, а жертва в данном случае - Бритни Спирс. В конце толпа фотографирует её до смерти. Жители города видят передачу в телевизоре и находят новую жертву.

## Пародии
- Серия пародирует рассказ Ширли Джексон «Лотерея», фильмы «Плетёный человек» и «Дети кукурузы»;
- Кричащий журналист пародирует главного героя фильма «Вторжение похитителей тел» Мэтью Беннела, сыгранного Дональдом Сазерлендом;
- Идея выстрела в голову из ружья напоминает подобный случай из книги Чака Паланика «Невидимки» и самоубийство Курта Кобейна, лидера гранж-группы Nirvana;
- То что Бритни продолжает жить несмотря на отсутствие половины головы, возможно, отсылает к рассказу Орсона Скотта Карда «Воспоминания моей головы», в котором главный герой также отстрелил себе голову из ружья, но не умер, а стал писать своеобразные мемуары, вспоминая свою далеко не радужную жизнь;
- Репортёры пользуются фотокамерами фирм Manon, Zony и Kujifilm;
- В толпе жаждущих жертвоприношения американцев стоит парень в униформе с буквой «W» на пилотке, пародирующей известную сеть ресторанов фастфуда Mc Donald’s.

## Факты
- Другой перевод названия серии — «Свежий взгляд на Бритни»;
- К эпизоду был выложен тизер[2];
- Среди прочих фотографирующих Бритни людей, в финале серии можно заметить камео Кондолизы Райс, Хиллари Клинтон и Барака Обамы;
- В эпизоде отсутствует Кенни, но присутствуют его родители;
- Песня, исполняемая жителями и машинистом - Ave Satani.